# Motyliczka wątrobowa
Motyliczka wątrobowa (Dicrocoelium dendriticum) – pasożytnicza przywra wywołująca dikroceliozę. U żywiciela ostatecznego żyje w drogach żółciowych oraz w żyle wątrobowej, przyczepione do błony śluzowej. Żywicielem ostatecznym są przeżuwacze, czasami inne zwierzę lub człowiek.

## Budowa i funkcje życiowe

### Budowa zewnętrzna
Osiąga do około 4–12 mm długości i 1,5–3 mm szerokości. Ciało spłaszczone, lancetowate, najszersze w tylnej części, niesegmentowane. Posiada nabłonek syncytialny pokryty tegumentem z mikrokosmków. Posiada dwa nieuzbrojone (bez haczyków) narządy czepne: przyssawki – gębową i brzuszną, przy czym ta druga jest większa. Wewnątrz przyssawki gębowej obecny jest aparat gębowy.

### Budowa wewnętrzna
Przyssawka gębowa znajduje się w sąsiedztwie otworu gębowego prowadzącego do umięśnionej gardzieli, a następnie do przełyku rozdzielającego się przed przyssawką brzuszną na dwie proste gałęzie. Nie występuje otwór odbytowy. W tylnej części ciała znajduje się ujście układu wydalniczego
Mięśniówkę opisywanego gatunku budują pasma mięśni podłużnych, poprzecznych i okrężnych. Ma sieć naczyń limfatycznych, zbudowanych z komórek parenchymy, w postaci trzech kanałów przylegających do dwugałęzistego jelita.
Układ nerwowy jest zbudowany z dwóch zwojów mózgowych połączonych spoidłem, od których odchodzą parzyste pnie nerwowe, położone są po bokach ciała.
Zwierzęta te są obojnakami. Każdy osobnik posiada jądra (prawie okrągłe, płatowate, za przyssawką brzuszną), nasieniowody, jajnik (kulisty, za jądrami), jajowody, gruczoły żółtnikowe, przewody żółtkowe, macicę (nierozgałęzioną, tworzącą sploty). Macica większa, w stosunku do rozmiaru ciała, niż u pozostałych przywr wewnętrznych, nieduże żółtniki umiejscowione w połowie długości ciała po bokach.

## Cykl życiowy
Żywiciel pośredni – ślimak lądowy

Wektor – mrówki

Żywiciel ostateczny – przeżuwacze
Ślimak zaraża się, zjadając jaja zawierające miracidium. W jego jelicie larwa wykluwa się i wędruje do wątrobotrzustki, gdzie przekształca się w sporocystę. Sporocysta rozmnaża się partenogenetycznie, dając kolejne pokolenie sporocyst, a potem cerkarie. Cerkarie dostają się do jamy płaszczowej ślimaka (z rodzajów: Cionella w Ameryce Północnej, Helicella i Zebrina w Europie), a następnie są usuwane z jego organizmu ze śluzem. Są zjadane razem z roślinami, na których się osadzą, przez mrówki (Formica fusca, F. gagates, F. rufibarbis). W organizmach mrówek jedna cerkaria wędruje w stronę mózgu, przekształca się w metacerkarię i tworzy cystę w zwoju podprzełykowym. Cysta wpływa na zachowanie mrówki, powodując, że podczas dnia wchodzi na liście traw lub roślin polnych, co zwiększa szansę na zjedzenie przez żywiciela ostatecznego. W nocy mrówka powraca do normalnego zachowania, by rano znów czekać na zjedzenie. Metacerkarie są zjadane razem z trawą przez przeżuwacze, u których osiedlają się w drogach żółciowych. Są obojnakami, po zapłodnieniu krzyżowym składają jaja. Jaja wydostają się na zewnątrz wraz z kałem.

## Występowanie
Jest pasożytem kosmopolitycznym, występuje na wszystkich kontynentach z wyjątkiem Australii. Najczęściej występuje na terenach górzystych, z glebą o dużej zawartości wapnia. Wynika to ze środowiska życia ślimaka, który jest żywicielem pośrednim.

## Dikrocelioza
Choroba pasożytnicza powodowana przez motyliczkę wątrobową.
Obecność motyliczki wątrobowej w organizmie człowieka, oraz innych żywicieli, zazwyczaj przebiega bezobjawowo.